# Silurichthys schneideri
Silurichthys schneideri är en fiskart som beskrevs av Volz, 1904. Silurichthys schneideri ingår i släktet Silurichthys och familjen malfiskar. IUCN kategoriserar arten globalt som livskraftig. Inga underarter finns listade i Catalogue of Life.